# Antonio Fernández y Morales
Antonio Fernández y Morales (Astorga, 1817 - Cacabelos, 1896). Militar y escritor español en lengua gallega natural de la comarca de La Maragatería, pero criado en la comarca de El Bierzo.

Cual tesoro q´a codicia
de doús avaros escolta
con xusticia, oú sin xusticia
tira por ela Galicia,
máis Castilla non a solta/!
Poema dedicado a Villafranca del Bierzo por Antonio Fernández y Morales

Nació en Astorga, pero fue criado en Cacabelos. Estudió en el seminario de Astorga y posteriormente en un colegio militar de Valladolid. Su padre y él mismo fueron fundadores de la Sociedad de Teatro de Villafranca del Bierzo en 1843. Hizo amistad con el filólogo Mariano Cubí y Soler en 1847, y bajo su influencia comenzó a escribir en gallego y en 1860 publica en El Esla su primer poema en gallego, «O fiandón da aldea». En 1861 publicó el que se considera segundo libro en gallego, después de «A Gaita Gallega», de Xoán Manuel Pintos, «"Ensayos poéticos en dialecto berciano" por el comandante de infantería e inspector provincial de estadística, Antonio Fernández Morales, con una introducción sobre lenguas, dialectos, subdialectos y jergas en general, y el origen del berciano, lengua y dialectos castellanos y gallegos en particular, por Mariano Cubí y Soler, autor de varias obras filológicas, fundados de dos colegios literarios, y propagador de la frenología en España», también conocido como «Ensaios poéticos en dialecto berciano, prologado por Cubí». Se compone de 8.000 versos distribuidos en 15 poemas en dialecto berciano y uno bilingüe castellano-berciano.
En 1868 participó en la sublevación que derrocó a Isabel II. Ascendido a general, fue gobernador militar de Toledo en 1870, también diputado por el Partido Radical. En 1876 publica «Ensayos poéticos», en castellano.